# One (U2)
"One" is de derde single van het album Achtung Baby van U2. De single kwam uit in 1992 en is een van de bekendste nummers van de Ierse rockband en staat als 36e genoteerd in Rolling Stone's lijst met de 500 beste nummers aller tijden. Bij het opnemen van het album Achtung Baby waren er spanningen tussen de bandleden ontstaan, die met dit nummer werden verlicht.

## Achtergrond
U2 was erg verdeeld tijdens het opnemen van Achtung Baby. Aan de ene kant wilden Bono en The Edge graag de kant op van de elektronische en dancemuziek. Drummer Larry Mullen jr en bassist Adam Clayton wilden echter vasthouden aan de bestaande koers. Bij het schrijven van One werd de verdeeldheid doorbroken en hielden de ruzies op. Dit is ook de reden dat One door veel fans wordt beschouwd als het nummer dat U2 redde.

## Betekenis
One kan op veel verschillende manieren worden geïnterpreteerd. De meest eenvoudige interpretatie zegt dat het gaat over twee mensen die van elkaar houden, maar elkaar toch pijn doen. Dit heeft te maken met de slechte relatie tussen Bono en zijn vader en de dood van zijn moeder, toen hij 14 was. In een interview na het album All That You Can't Leave Behind zei Bono over het schrijven van One: "Er gebeurde in die tijd veel in mijn hoofd. Ik dacht na over vergeving en de band tussen vader en zoon."
Een andere interpretatie is minder autobiografisch. In een interview met Los Angeles Times in 1993 zegt Bono: "Het is een nummer over samenkomen, maar niet het oude hippie-idee van "Let's all live together". Eigenlijk is het juist het tegenovergestelde. We zijn één, maar niet hetzelfde. Het zegt niet dat we bij elkaar willen komen, maar dat we dat moeten, om te overleven. Het herinnert ons er aan dat we geen keuze hebben."

### Clips
Er zijn drie clips van het nummer gemaakt, die elk weer een eigen interpretatie geven. Een daarvan suggereert dat het nummer gaat over een homo die zijn vader vertelt dat hij hiv-positief is. In die clip is ook te zien dat de bandleden van U2 in een Trabant door Berlijn rijden. De video werd geregisseerd door Anton Corbijn.
Een andere clip laat bloeiende bloemen en bizons zien. Daar tussendoor is in witte letters "one" te lezen, in verschillende talen. De foto van de bizons zijn oorspronkelijk van David Wojnarowicz, een homoseksuele kunstenaar die overleed aan aids. Die foto is ook de voorkant van de single.
In de derde clip is Bono te zien, terwijl hij in een bar zit, een sigaret rookt en bier drinkt.

## Coverversies

### Versie met Mary J. Blige
In 2005 was R&B-zangeres Mary J. Blige te gast bij een concert van U2 in New York. Ze zong toen samen met Bono "One", waarvoor ze een staande ovatie kreeg. Hierop besloten Blige en U2 om samen een nieuwe versie op te nemen. Het verscheen op Blige's album The Breakthrough, en verscheen in april 2006 als single, nadat het al veelvuldig werd gedraaid door BBC Radio 1.
De duet-versie tussen Blige en U2 flopte in de Amerikaanse Billboard Hot 100 met een 86e positie, maar werd in Europa wel een hit. Zo bereikte het de 2e positie in U2's thuisland Ierland en in de Nederlandse Top 40, waarmee de cover in Nederland succesvoller was dan het origineel. In Vlaanderen werd de cover ook een grotere hit dan het origineel met een 6e positie in de Vlaamse Ultratop 50.

### Andere covers
- In 2000 door Johnny Cash op het album American III: Solitary Man.
- In 2001 door de Lighthouse Family als (I Wish I Knew How It Would Feel to Be) Free / One, een combi-cover met een nummer van Nina Simone.
- In 2019 verscheen het als "Één" in een vertaling door Jan Rot op zijn cd O ja!

## Hitnoteringen

### NPO Radio 2 Top 2000
| Nummers met noteringen in de NPO Radio 2 Top 2000 | '01 | '02 | '03 | '04 | '05 | '06 | '07 | '08 | '09 | '10 | '11 | '12 | '13 | '14 | '15 | '16 | '17 | '18  | '19  | '20  | '21  | '22  | '23 | '24 |
| ------------------------------------------------- | --- | --- | --- | --- | --- | --- | --- | --- | --- | --- | --- | --- | --- | --- | --- | --- | --- | ---- | ---- | ---- | ---- | ---- | --- | --- |
| One (U2)                                          | 689 | 766 | 82  | 14  | 17  | 6   | 8   | 10  | 14  | 14  | 13  | 17  | 19  | 22  | 24  | 31  | 32  | 50   | 57   | 67   | 74   | 94   | 100 | 85  |
| One (Mary J. Blige & U2)                          | ×   | ×   | ×   | ×   | ×   | -   | -   | -   | 648 | 386 | 471 | 178 | 163 | 149 | 179 | 236 | 233 | 181  | 188  | 170  | 195  | 227  | 204 | 228 |
| One (Johnny Cash)                                 | -   | -   | -   | -   | -   | -   | -   | -   | -   | -   | -   | -   | -   | -   | -   | -   | -   | 1403 | 1587 | 1850 | 1726 | 1953 | -   | -   |

1. ↑  Een '-' betekent dat het nummer niet was genoteerd, een '×' betekent dat het nummer nog niet was uitgebracht en een vetgedrukt getal geeft de hoogste notering van een nummer aan.
2. ↑  2001 was het eerste jaar met een notering voor een van deze nummers.

### Evergreen Top 1000
| Evergreen Top 1000 "One - U2" | Evergreen Top 1000 "One - U2" | Evergreen Top 1000 "One - U2" | Evergreen Top 1000 "One - U2" | Evergreen Top 1000 "One - U2" | Evergreen Top 1000 "One - U2" | Evergreen Top 1000 "One - U2" | Evergreen Top 1000 "One - U2" | Evergreen Top 1000 "One - U2" | Evergreen Top 1000 "One - U2" | Evergreen Top 1000 "One - U2" | Evergreen Top 1000 "One - U2" | Evergreen Top 1000 "One - U2" | Evergreen Top 1000 "One - U2" | Evergreen Top 1000 "One - U2" | Evergreen Top 1000 "One - U2" | Evergreen Top 1000 "One - U2" |
| Jaar                          | 2008                          | 2009                          | 2010                          | 2011                          | 2012                          | 2013                          | 2014                          | 2015                          | 2016                          | 2017                          | 2018                          | 2019                          | 2020                          | 2021                          | 2022                          | 2023                          |
| ----------------------------- | ----------------------------- | ----------------------------- | ----------------------------- | ----------------------------- | ----------------------------- | ----------------------------- | ----------------------------- | ----------------------------- | ----------------------------- | ----------------------------- | ----------------------------- | ----------------------------- | ----------------------------- | ----------------------------- | ----------------------------- | ----------------------------- |
| Positie                       | -                             | -                             | -                             | -                             | -                             | -                             | -                             | -                             | -                             | 351                           | 209                           | 339                           | 384                           | 296                           | 543                           | 301                           |

### JOE FM Hitarchief Top 2000
| "One" JOE fm Hitarchief Top 2000 | "One" JOE fm Hitarchief Top 2000 | "One" JOE fm Hitarchief Top 2000 | "One" JOE fm Hitarchief Top 2000 | "One" JOE fm Hitarchief Top 2000 |
| Jaar                             | 2009                             | 2010                             | 2011                             | 2012                             |
| -------------------------------- | -------------------------------- | -------------------------------- | -------------------------------- | -------------------------------- |
| Positie                          | 4                                | 6                                | 6                                | 6                                |